# シンメイワ
株式会社シンメイワは、医薬品・一般用医薬品の卸売を中心とする日本の企業であった。現在は東邦ホールディングスの傘下「セイエル」である。医薬品の卸売手。ちなみに機械メーカーの新明和工業とは無関係。

## 概要
- 本社は岡山県岡山市問屋25-105
- 代表取締役社長　村上清
- 資本金　500万円

## 沿革
- 1968年（昭和43年）6月1日 - 設立
- 1989年（平成元年）12月 - 「岡山医薬品株式会社」と合併

## 営業所
- 岡山県：岡山市

## 主な取引メーカー
- 塩野義製薬等

## 備考
- 「株式会社シンメイワ」は、明和薬品・新和薬品の社長　近藤種四郎が初代社長として設立された企業である。